# Skjalm Hvide

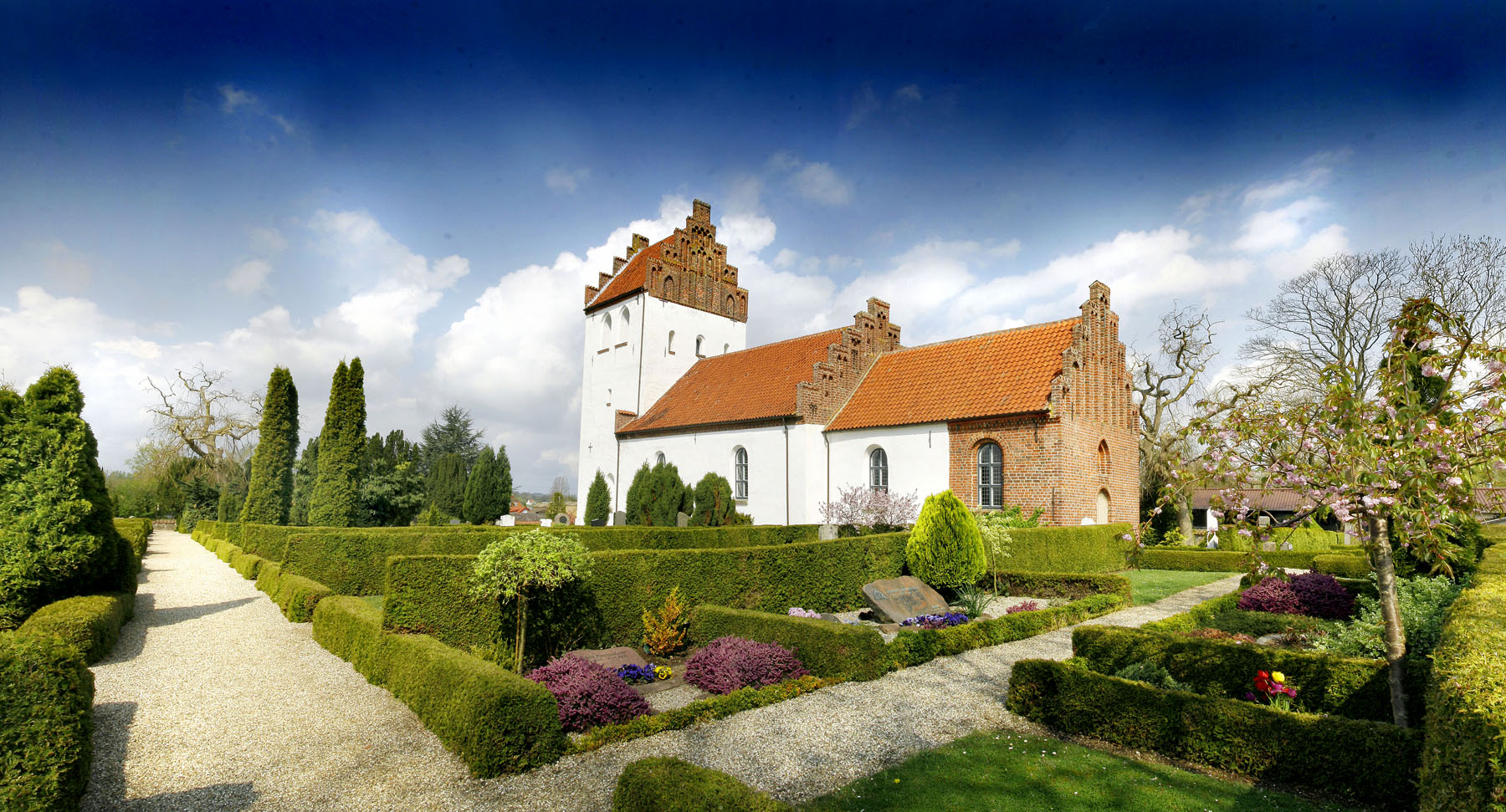
Iglesia de Jørlunde

Skjalm Hvide (1034-1113) fue un caudillo vikingo de Selandia, Dinamarca, hijo de Toke Trylle, y nieto de Asbjørn Tókason, un legendario guerrero que murió en combate junto a su padre Val-Toke Gormsson, en la batalla de Fýrisvellir. Fue padre adoptivo y aliado de Canuto Lavard, y apoyo de Erico II de Dinamarca. Encabezó la oposición a Magnus Nilsson, el asesino de Canuto e hijo de Nicolás I. Luchó en la campaña militar contra los wendos para vengar la muerte de su hermano Aude en Juhlin y Rügen y tras el triunfo fue nombrado jarl de Selandia. Se le considera el fundador del clan Hvide, cuyos principales protagonistas fueron su hijo Asser Rig Hvide y nietos Absalón y Esbern Snare. Fue uno de los más poderosos caudillos daneses a finales de la Era vikinga e inicios de la Alta Edad Media. Una de sus más impresionantes fortalezas está emplazada en Jørlunde y en la misma localidad construyó una iglesia hacia el año 1100.

## Herencia
Se desconoce el origen y nombre de su esposa, pero se le imputa la paternidad de cuatro varones y dos hijas:
- Magga Skjalmsdatter Hvide
- Asser Rig Hvide
- Ebbe Skjalmsen Hvide
- Sune Skjalmsen Hvide, fallecido antes de 1140
- Toke Skjalmsen Hvide (m. 1130-40), padre de Stig Tokesen Hvide
- Cecilie Skjalmsdatter Hvide, casada con Peder Torstensen.